# 静冈县立大学短期大学部
静冈县立大学短期大学部（日语：／ Shizuoka Kenritsu Daigaku  Tanki Daigakubu *），简称县短（けんたん），是一所位于日本静冈县静冈市骏河区的公立短期大学。前静冈女子短期大学（日语：／ Shizuoka Joshi Tanki Daigaku *）在静冈县滨松市。

## 概要

### 简介
- 短期大学为于1951年开办[1]、由公立学校法人静冈县立大学。男女同校从1987年。

### 历史
- 1951年 静冈女子短期大学成立并同时设置两个学科即家政科、英文科[2][1]。校园在静冈县静冈市。
- 1953年 两个专攻在专科即家政专攻（停办于1968年）和英文专攻成立[3][1]。
- 1957年 英文科改编为文科日文专攻和英文专攻[2]。
- 1963年 家政科分离为食物专攻和服装专攻[注 7]（各自招生到1966年、停办于1968年）[2]。
- 1963年 食物营养学科成立[1]。
- 1968年 校园迁址至静冈县滨松市[1]。
- 1975年 第一护理学科和第二护理学科（招生到2004年、停办于2006年）成立[1]。
- 1987年 改编为静冈县立大学短期大学部[1]。由于前文科（日文专攻和英文专攻）改编为文化教养学科、为男女同校[4]。
- 1997年 牙科卫生学科和社会福利学科（社会福利专攻和护理福利专攻）在静冈县静冈市成立[1]。
- 1999年 食物营养学科和文化教养学科各自招生最后、次年停止招生（各自停办于2001年）[1]。
- 2000年 校园迁址至静冈县静冈市[1]。
- 2001年 滨松校园停办[1]。
- 2006年 牙科卫生学科入学生的修业年限变更从二年到三年[1]。
- 2006年 第一护理学科改编为护理学科（以后招生到2013年）[1]。
- 2016年 儿童学科[注 4]成立。

### 宪章
- 请参看静冈县立大学短期大学部的标志 （页面存档备份，存于） （日語） 2014年2月3日阅览。

## 学校环境
- 静冈校区：在静冈县静冈市骏河区
  - 现在的校区。
- 滨松校区：在了静冈县滨松市
  - 有了食物营养学科和文化教养学科、2001年停办。前静冈女子短期大学校区。

## 组织

### 学科
- 文化教养学科[注 1]
- 食物营养学科[注 1]
- 第一护理学科[注 2]
- 第二护理学科[注 3]
- 社会福利学科
  - 社会福利专攻
  - 护理福利专攻
- 牙科卫生学科
- 儿童学科[注 4]

### 前学科
- 文科
  - 日文专攻
  - 英文专攻
- 家政科[注 5]
  - 食物专攻[注 6]
  - 服装专攻[注 7][注 5]
- 第一护理学科
- 第二护理学科

### 专科
| - 家政专攻 - 英文专攻 |

### 业余课程
| - 没有 |

### 附属机关
| - 图书馆 |

## 相关链接
- 日本短期大学列表
- 静冈县立大学